# Det omringade huset
Det omringade huset (en suec La casa envoltada) és una pel·lícula muda bèl·lica sueca del 1922 dirigida per Victor Sjöström.

## Sinopsi
El tinent de l'exèrcit britànic Jeff Gordon ha de deixar la seva estimada Mary Lixton en començar la Primera Guerra Mundial, i é destinat a les colònies d'Àfrica.

## Repartiment
- Meggie Albanesi - Mary Lixton
- Uno Henning - Jeff Gordon, tinent
- Ivan Hedqvist - Cyril Ward, major
- Richard Lund - Harry Lixton, oficial, germà de Mary
- Wanda Rothgardt - Aima, criada àrab
- Victor Sjöström - Davies, capità
- Axel Nilsson - mestre de la cort
- Kurt Welin - soldat
- Gösta Gustafson - soldat
- Hilda Forsslund - mestressa
- Olof Ås - un àrab
- Thecla Åhlander - l'antic
- Arthur Natorp - Caporal
- Edvin Adolphson - xeic
- Germà Berger - Sheikh

## Producció
La pel·lícula es va estrenar el 23 d'octubre de 1922 i es va rodar a Filmstaden Råsunda amb exteriors en forma de batalles del desert d'Àfrica a Munsö a Mälaren amb fotografia de Henrik Jaenzon i Axel Lindblom. Com a guió tenien l'obra de Pierre Frondaie La maison cernée que es va estrenar al Théâtre Sarah Bernhardt de París el 1919. Un miler d'homes de la guarnició d'Estocolm van participar com a figurants en el rodatge de les escenes de guerra.